# Arne Gaardmand
Arne Nielsen Gaardmand (19. februar 1926 i Horsens – 14. april 2008 på Frederiksberg) var en dansk arkitekt og byplanlægger, gift med Tine Bryld.
Arne Gaardmand var søn af lærer Henning Gaardmand og Nana Rasmussen og var ud af den yngste generation, der var med i modstandsbevægelsen under Danmarks besættelse. Efter krigen blev han uddannet arkitekt på Kunstakademiets Arkitektskole, hvor han var aktiv i redaktionen af A5. Meningsblad for unge arkitekter sammen med en del andre arkitekter, der ligesom Gaardmand var kommunistisk orienterede. Engagementet blev fortsat i Vesterbros Boligaktion i 1950'erne.
Gaardmand var fra 1952 redaktør af det venstreorienterede blad Dialog: Dansk tidsskrift for Kultur, hvor vennen Gert Petersen også udfoldede sig. Efter opstanden i Ungarn 1956 meldte Gaardmand sig som så mange andre ud af DKP og ind i SF. Senere blev han en ledende kraft bag oprettelsen af Politisk Revy.
Han var 1962-75 ansat hos Statens Kommitterede i Byplansager og 1975-91 i Planstyrelsen under Miljøministeriet. Han var underviser ved Arkitektskolen Aarhus, DTU og adjungeret professor ved AUC og 1972-81 formand for Dansk Byplanlaboratorium.
Gaardmand var politisk aktiv bl.a. via tidsskrifterne Byplan og Politisk Revy og skrev fra 1960'erne bøger om byplanlægning og politik, hvori han bl.a. kritiserer vækstteorier og går ind for miljøhensyn, økologi og nærdemokrati. Hans hovedværk er bogen Dansk Byplanlægning 1938-92 (1993). Andre af hans værker er Plan og frihed. Om vækst, omstilling og lokalsamfund (1985), Plan og metode. Om den rationalistiske planlægnings nedtur og om morgendagens metode (1991) og Magt og medløb. Om mahognibords-metoden og den korporative planlægning (1996).
25. juli 1975 blev han borgerligt viet til socialrådgiver Tine Bryld.